# Friedensglocke des Alpenraumes

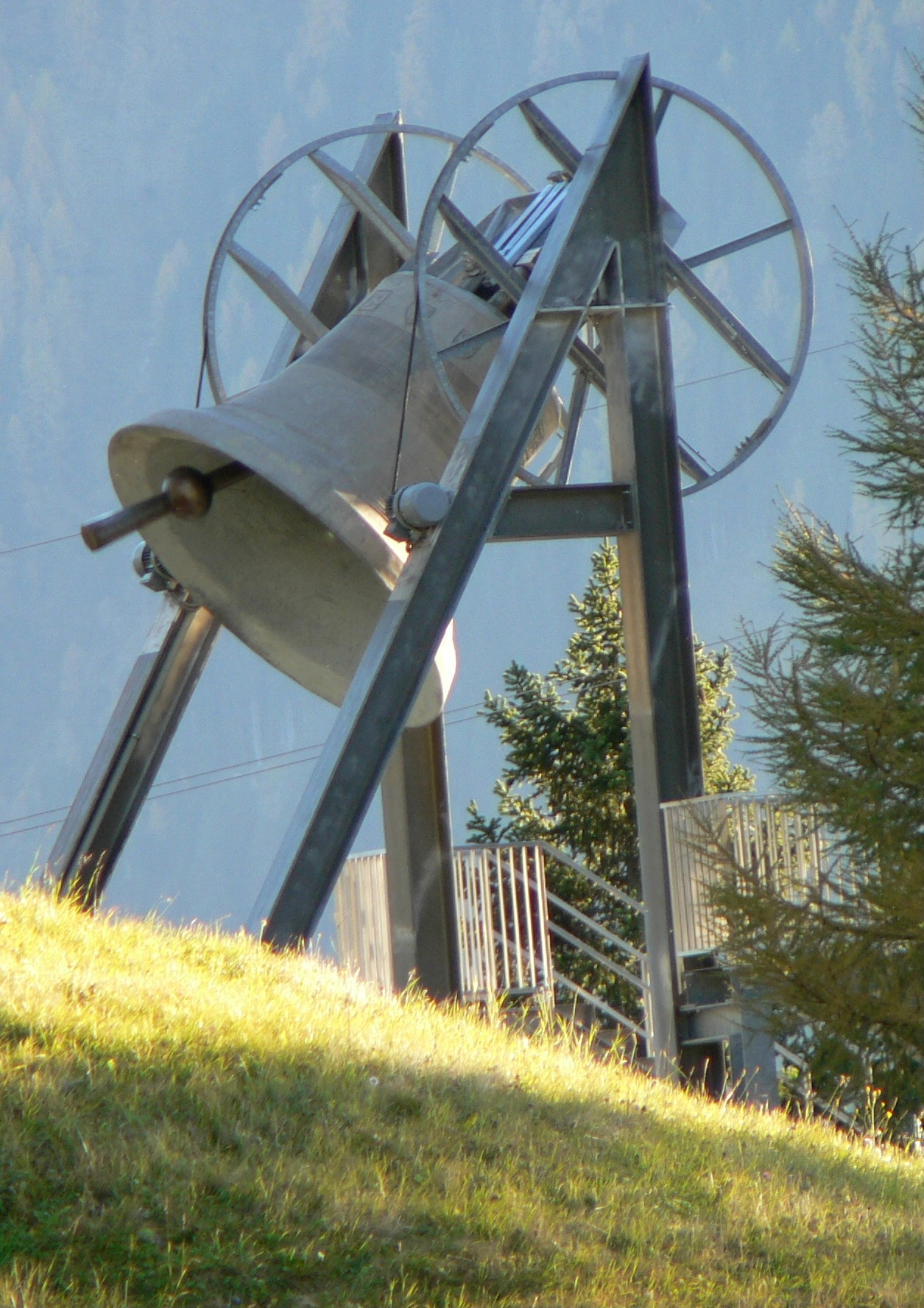
La Friedensglocke des Alpenraumes - 2005

La Friedensglocke des Alpenraumes (in italiano Campana della Pace dello spazio alpino) conosciuta anche con il nome di Friedensglocke Mösern, è una campana eretta per celebrare il 25º anniversario dalla fondazione della Comunità di Lavoro delle Regioni Alpine. La campana si trova nella località di Mösern, piccola frazione della città di Telfs in Tirolo, dal giorno della sua inaugurazione che avvenne il 12 ottobre 1997 a circa 1250 metri sul livello del mare.

## Luogo
L'area dove sorge la campana è conosciuta con il nome di Schwalbennest Tirol (Il nido della rondine del Tirolo), ed è un'area influenzata economicamente dal turismo grazie alla vicinanza della città di Seefeld in Tirol, capoluogo dell'Olympiaregion Seefeld teatro dei Giochi olimpici invernali del 1964 e del 1976 entrambi con sede a Innsbruck. La campana della pace è quindi un'attrazione turistica per molti visitatori tanto che, nel 2003, è stato istituito un sentiero escursionistico che termina proprio nel luogo dove sorge la campana. La Campana della pace suona ogni giorno alle 17.

## La campana
Progettata dall'architetto tirolese Hubert Prachensky, è la più grande campana del Tirolo come anche la più grande campana all'aperto dell'intero arco alpino. La costruzione è iniziata il 28 agosto 1997 presso la tradizionale fonderia di campane Grassmayr, a Innsbruck. Il peso della campana è di 10.180 kg, con una altezza di 2,51 metri e un diametro di 2,54 metri. Il batacchio pesa circa 500 kg e la sua nota fondamentale (o di battuta) è in RE#2/Mib2. Il movimento è possibile grazie a due motori elettrici.
Fu suonata per la prima volta dall'allora Presidente della Provincia autonoma di Bolzano e padre fondatore della Comunità di Lavoro delle Regioni Alpine Silvius Magnago il 12 ottobre 1997.
La campana reca la seguente iscrizione:

Tedesco
ICH LÄUTE FÜR DIE GUTE NACHBARSCHAFT UND DEN FRIEDEN DER ALPENLÄNDER

ALFONS GOPPEL, SILVIUS MAGNAGO UND EDUARD WALLNÖFER

Italiano
SUONO PER IL BUON VICINATO E PER LA PACE DEI PAESI ALPINI

ALFONS GOPPEL, SILVIUS MAGNAGO E EDUARD WALLNÖFER

Nella campana sono anche presenti gli stemmi dei membri della Comunità di Lavoro delle Regioni Alpine: Baviera (Germania), la Provincia autonoma di Bolzano (Italia), la Regione Lombardia (Italia), il Cantone dei Grigioni (Svizzera), i Länder Vorarlberg, Tirolo e Salisburgo (Austria), la Provincia autonoma di Trento (Italia), il Cantone di San Gallo (Svizzera) e il Canton Ticino (Svizzera).